# Hercules X-1
Hercules X-1, kurz Her X-1, ist ein Röntgenpulsar und eines der am besten untersuchten Objekte der Röntgenastronomie. Es handelt sich um ein Doppelsternsystem, bestehend aus dem veränderlichen Blauen Riesen HZ Herculis und einem Pulsar (Neutronenstern). Die Periodizität der Röntgenemission – und damit die Rotationsperiode des Pulsars – beträgt 1,24 Sekunden, die Stärke seines Magnetfeldes (d. h. die magnetische Flussdichte) etwa 4,6 · 108 Tesla. Ferner variiert die Intensität der Röntgenemission mit einer Periode von 35 Tagen, was vermutlich auf eine (retrograde) Präzession der Akkretionsscheibe zurückzuführen ist. Die Umlaufzeit des Doppelsternsystems beträgt 1,7 Tage; infolge der Bedeckung des Pulsars durch HZ Herculis ist jeweils während 0,24 Tagen keine Röntgenstrahlung detektierbar.
Die Röntgenquelle Hercules X-1 wurde 1971 mittels des Röntgensatelliten Uhuru entdeckt. Er ist der Prototyp eines Röntgendoppelsterns, der auch im Gammabereich oberhalb von 1000 GeV gepulste Strahlung aussendet. Hercules X-1 war der erste Röntgenpulsar, der auch im sog. VHE (very high energy)-Gammabereich nachgewiesen wurde.